# أرض النفاق (رواية)
أرض النفاق هي رواية للكاتب والصحفي يوسف السباعي صدرت لأول مرة سنة 1949م. تُصنّف الرواية ضمن الأعمال الأدبية الاجتماعية التي تغرس اهتمامآ في عمق المشاكل الاجتماعية. تتحدث الرواية عن المجتمع المصري والعربي في نهاية الأربعينات في إطار خيالي ولكنها واقعية في نفس الوقت. فضح الكاتب في الرواية معظم أشكال العوار الاجتماعي والسياسي في تلك الفترة الحرجة حيث كانت حرب فلسطين على الأبواب والمجتمع المصري في حالة غليان داخلي. يعتبر النقاد هذه الرواية واحدة من الروايات المبشرة بانتهاء العهد الملكي في مصر حيث سبق صدورها ثورة يوليو بثلاث سنوات فقط. قام الفنان فؤاد المهندس بتمثيل هذه القصة في فيلم أرض النفاق (نفس اسم الرواية) عام 1968.

## إهداء الرواية
في المقدمة يُهدي يوسف السباعي روايته لخير من استحق الإهداء كما يقول، فقد أهداها لنفسه وهو ما كان غريبا في ذلك الحين أن يهدي كاتب كتابََا لنفسه، وبرر ذلك بسببين: الأول أنه مثل كل البشر يحب نفسه ويود أن يكرمها -أما الثاني فلأنه رأى أنه إن لم يفعل ذلك لكان أول المنافقين في أرض النفاق.

## اقتباسات من الرواية
- قذفت الحكومة بكمية النفاق الباقية في النهر، وهكذا جرت مياههم بالنفاق، وسرى منها إلى كل شيء أراضيهم وأجسامهم وهكذا سرى النفاق في كل ما يأكلون ويشربون، وقد أضحوا قوم النفاق، وأضحت أراضيهم أرض النفاق!

- نحن شعب يحب الموتى، ولا يرى مزايا الأحياء حتى يستقروا في باطن الأرض.
- إن الإنسان هو الإنسان، غشاش مخادع كذاب منافق في كل أمة في كل جيل. لا تقولوا: رحم الله آباءنا وأجدادنا لأنهم كانوا خيراً منا وأفضل خلقاً، لا تقولوا ذلك، فما كانوا يقلون عنا رداءة وسفالة .
- تلك هي العلة في هذا البلد، أن الذي يحس بالمصاب لا يملك منعه، والذي يملك منعه لا يكاد يحس به
- إن شر ما في النفس البشرية هي أنها تعتاد الفضل من صاحب الفضل، فلا تعود تراه فضلا.
- لقد سمعت زعيما عربيّا عندما أُعلن نبأ التقسيم يقول :«إن القلم سيصمت وسيتكلم السيف» وأصابتني هزة إثر ما سمعت وانتشيت من فرط الحماسة، وتذكرت خالد بن الوليد وعمرو بن العاص، وتذكرت غزوات العرب ورثيت لليهود المساكين، وانتظرت لأسمع حديث السيف وانتظرت وانتظرت، وطال بي الانتظار ولم أسمع حديث ذلك السيف، حتى اتضح لي في النهاية أن السيف لابد أن يكون به خرس.
- المسألة كلها مسألة نسبية، فالعاقل في قوم مجانين يتساوى مع المجنون في قوم عقلاء، ومن منتهى العقل منتهى الجنون، فأعقل الناس أشدهم نبوغا، وأشدهم نبوغََا أكثرهم جنونا.
- وهمست لنفسي: ليس الذنب ذنبي، إنه ذنب الذي سكب النفاق والغش والخديعة في النهر، ماذا يفعل ذو مروءة بين أهل الخداع في أرض النفاق؟
- أما هذا فهو مسحوق الأخلاق المركز، يكفي لو صُبّ في نهر لأن يجعل كل البشر على خلق، ويكفي لإبادة ما في الأرض من نفاق وغش وخداع ورياء و..و، إن ما به روح الأخلاق.

- سمعت هذا الكلام وفكرت، لو أنني ألقيت بهذا الكيس في النهر ماذا يمكن أن يحدث؟

## وصلات خارجية
- آراء القراء حول رواية أرض النفاق على  موقع أبجد